# REG1A
REG1A‏ (Regenerating family member 1 alpha) هوَ بروتين يُشَفر بواسطة جين REG1A في الإنسان.